# Dél-szudáni labdarúgó-válogatott
A dél-szudáni labdarúgó-válogatott Dél-Szudán nemzeti csapata, amelyet a dél-szudáni labdarúgó-szövetség (arabul: اتحاد جنوب السودان لكرة القدم) irányít.

## Világbajnoki szereplés
- 1930 - 2010: Nem indult, mert Szudán része volt
- 2014: Nem indult, mert nem volt FIFA-tag
- 2018: Nem jutott be

## Afrikai nemzetek kupája-szereplés
- 1957–2010: Nem indult, mert Szudán része volt
- 2012: Nem indult, mert nem volt CAF-tag.
- 2013: Nem indult, mert nem volt CAF-tag.
- 2015: Nem jutott be.